# 比西拉马科奈斯
比西拉马科奈斯（法語：Bissy-la-Mâconnaise，法語發音：[bisi la makɔnɛz]）是法国索恩-卢瓦尔省的一个市镇，属于马孔区。

## 地理
比西拉马科奈斯（46°28'52"N, 4°47'19"E）面积4.96 平方千米，位于法国勃艮第-弗朗什-孔泰大區索恩-卢瓦尔省，该省份为法国中部省份，北起顺时针与科多尔省、汝拉省、安省、罗讷省、卢瓦尔省、阿列省和涅夫勒省接壤。
与比西拉马科奈斯接壤的市镇（或旧市镇、城区）包括：布拉诺、希塞莱马孔、吕尼。

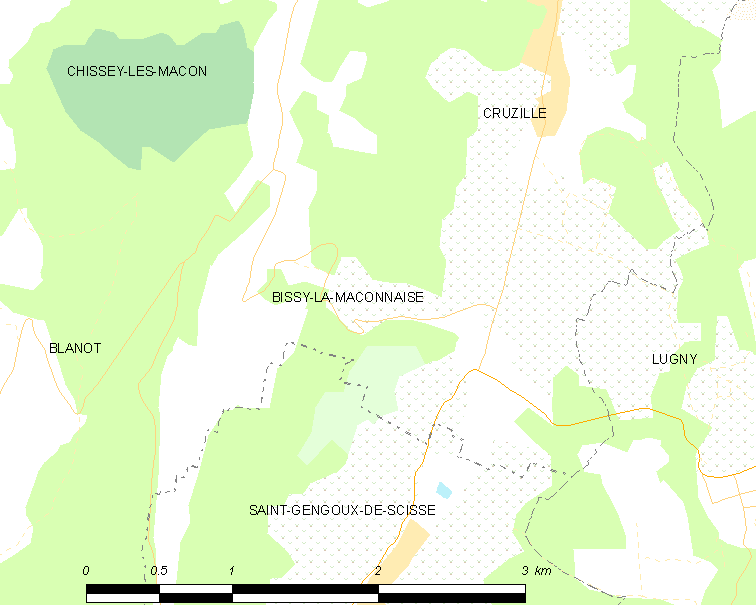
比西拉马科奈斯的OSM定位图

比西拉马科奈斯的时区为UTC+01:00、UTC+02:00（夏令时）。

## 行政
比西拉马科奈斯的邮政编码为71260，INSEE市镇编码为71035。

## 政治
比西拉马科奈斯所属的省级选区为于里尼县。

## 人口

1962-2008年间比西拉马科奈斯人口变化图示

比西拉马科奈斯于2022年1月1日时的人口数量为203人。